# Lars Berg (författare)
Lars Kornelius Edvard Berg född 16 maj 1901 i Hillesøy, död 11 januari 1969, var en norsk romanförfattare, dramatiker, lärare och kulturförkämpe.

## Liv och karriär
Lars Berg studerade vid (lärarskolan) i Tromsø 1919-1922. Han var lärare i Buvik, Hjørundfjord och Bø i 12 år innan han debuterade som författare på det då nyetablerade Tiden Norsk Forlag år 1934. Under perioden 1934-1940 levde han som författare i Oslo. Det var hans mest produktiva period som författare: vid sidan av att han skrev en roman om året, levererade han dessutom ett femtiotal noveller till Arbeidermagasinet.
De flesta romanerna av Berg handlar om livet för fiskebönderna i Nordnorge och deras familjer. Berg skildrar i sina romaner omställningen under första delen av 1900-talet, med mekanisering av jordbruket och motorisering av fisket. Hos Berg är sexualiteten en positiv kraft som hålls ner av kyrkans sexualfientlighet och folks fördomar.
I skildringen av sexuella scener var Lars Berg en av de mest radikala författarna i den norska 1930-talslitteraturen. På grund av öppenheten och utförligheten i skildringarna, blev han beryktad som "rikspornograf", också utanför de stränga puritanernas egna kretsar. Det gällde särskilt hans tre första romaner.
Till hans främsta verk räknas de fyra romanerna som kom mellan 1936 och 1939. Här följer Berg medlemmar av samma familj genom två generationer. 
Lars Berg var en aktiv kulturradikal. Han var en av 33 norska författare som skrev upprop mot Knut Hamsun efter att Hamsun hade angripit den tyska krigsfången Carl von Ossietzky, som fick Nobels fredspris 1936.  Lars Berg blev gripen av polis i Oslo då han arrangerade demonstration mot Mussolini efter Italiens invasion i Etiopien i maj 1936. Tillsammans med bland andra Arnulf Øverland, Aksel Sandemose och Sigurd Hoel skrev Lars Berg dessutom upprop med protester mot Moskvaprocesserna då de startade 1936.
Då kriget nådde till Norge, gick Berg med i motståndsrörelsen. Han greps av Rinnanbanden, och satt i fångenskap från 4 december 1942 till 1945. Den längsta tiden satt han på Grini. Bergs böcker var förbjudna under kriget. Tiden Norsk forlag stängdes 1940, och Bergs böcker rensades bort från förlag, bokhandlare och bibliotek.
Då Berg släpptes efter fångenskapen drog han sig tillbaka till Tromsø och etablerade framhaldsskole i brakkene i tyskarnas gamla fångläger på Krøkebærsletta i Tromsdalen. Skolan öppnade hösten 1945. Det blev hans pedagogiska och kulturella "bas" under de nästkommande 20 åren. 
Lars Berg gjorde en stor insats för det nynorska målet i Norge. Han skrev och agiterade på nynorska, han undervisade på målet och han utvecklade språket. Han stiftade Hålogaland, senare Noregs lærarmållag, och 1947 utarbetade han en nynorsknorm baserad på Tromsdialekterna.
Lars Berg räknas som Hålogaland teaters "far". Han lanserade idén om en professionell, nordnorsk teater redan 1938. Han kämpade för en etablering av teatern i 30 år, och det var han som formulerade slagordet "nordnorsk mål på nordnorsk scene".